# アルゴ7
アルゴ7（アルゴセブン）は、大阪府豊中市にあり国道176号線新三国橋北側に位置し、カラオケ、ボウリング場などが一体となった総合アミューズメント施設。

## 歴史
- 1971年（昭和46年）10月 - ボウリング場として「三国グランドボウル」がオープン[2]。
- 1979年（昭和54年） - 「三国グランドボウル」の二階ボウリング場 60レーンを改装しローラースケート場「アメリカンローラ 81」をオープン[2]。
- 1996年（平成8年） - 阪神・淡路大震災により1年間休業[2]。
- 1997年（平成9年） - 1年間の休業後ゲームセンター、カラオケ、ボウリング場が一体となった総合アミューズメント施設「新三国アルゴ」としてリニューアルオープン[2]。
- 2013年（平成25年）8月19日 - 外装を変え「ALGO7」としてリニューアルオープン[2]。
- 2013年（平成25年）12月3日 - 「ALGO7」の施設の一部として「あるごの湯」がオープン[2]。現在に至る。

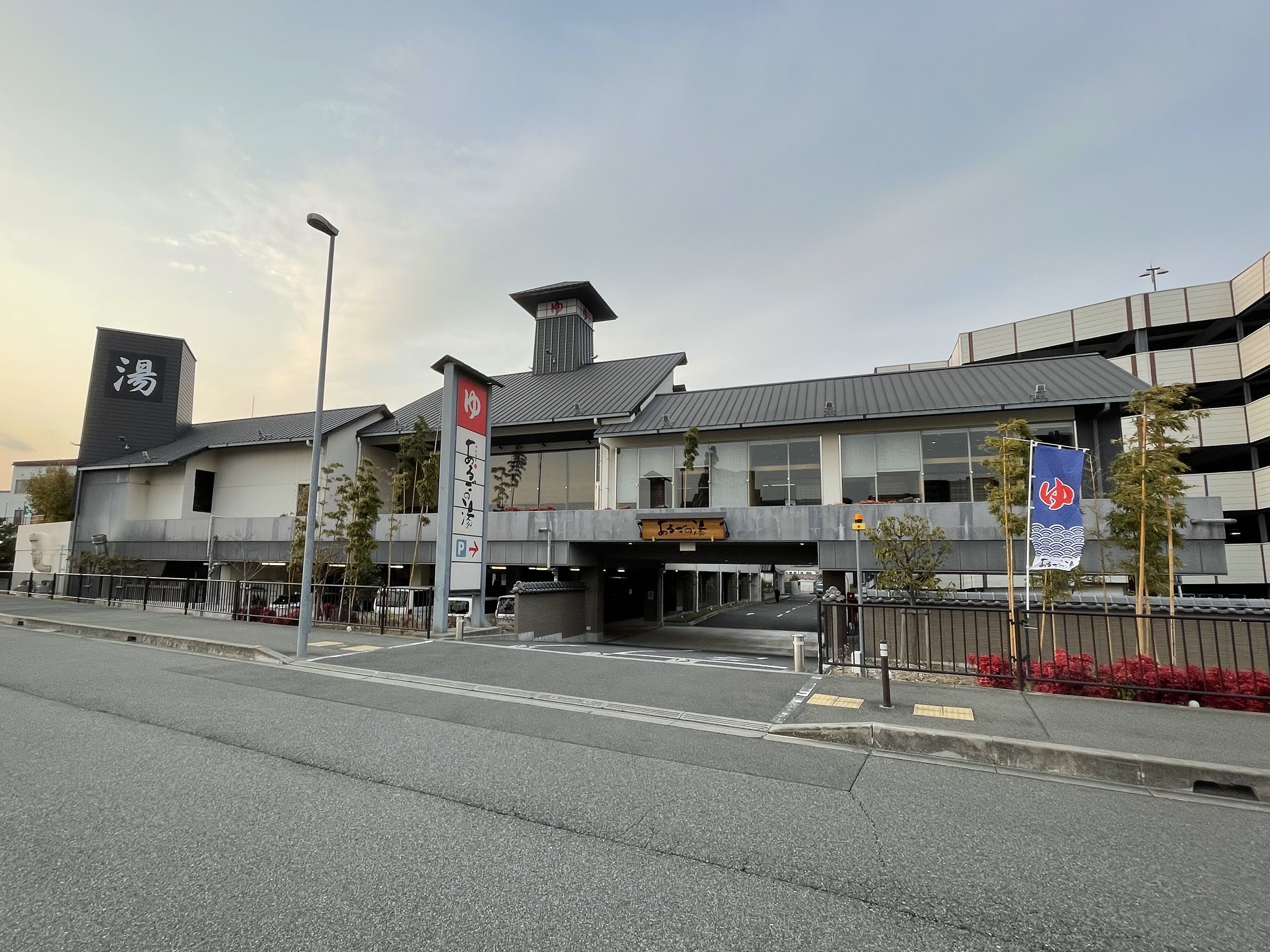
あるごの湯
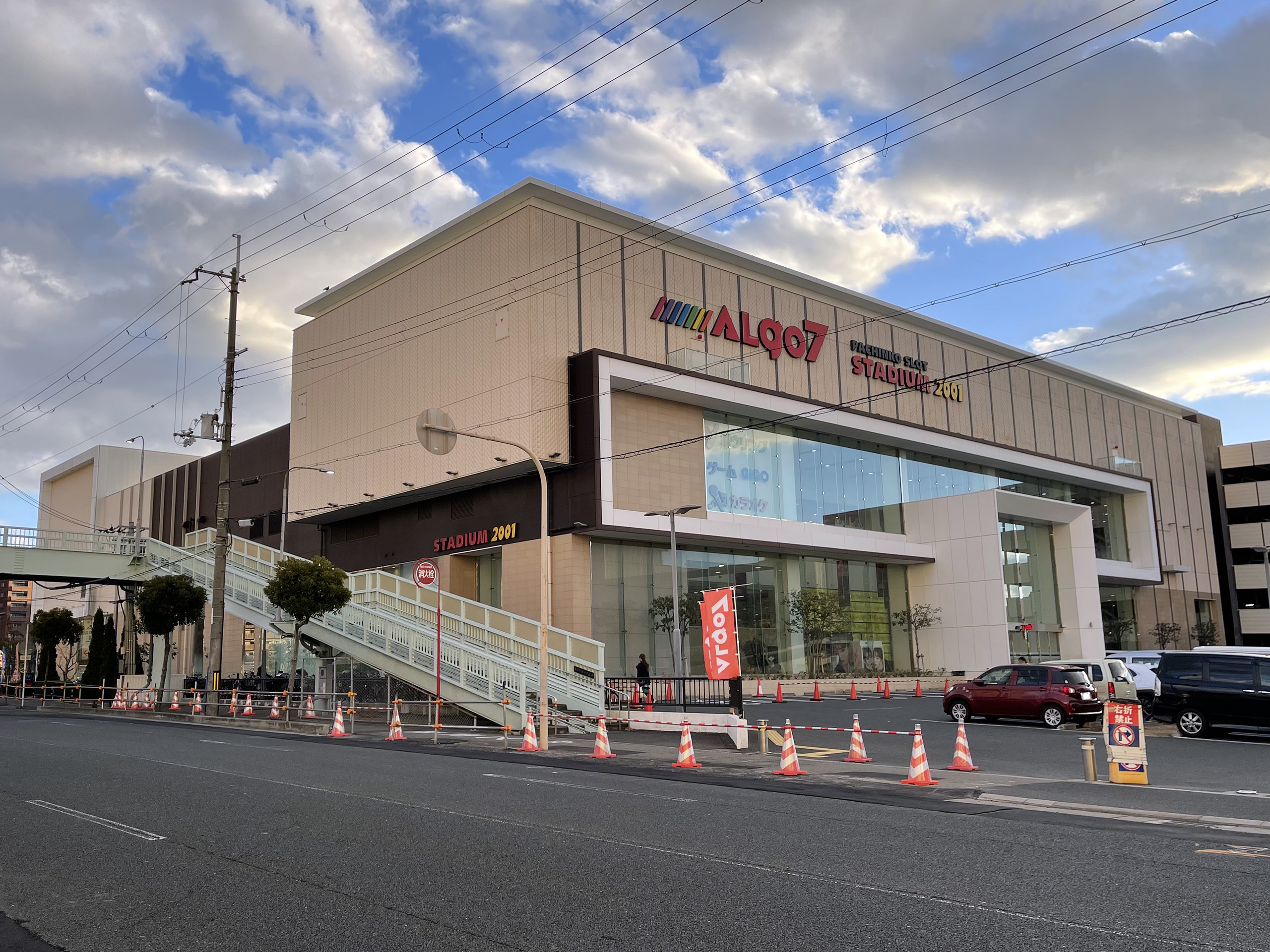
別角度から
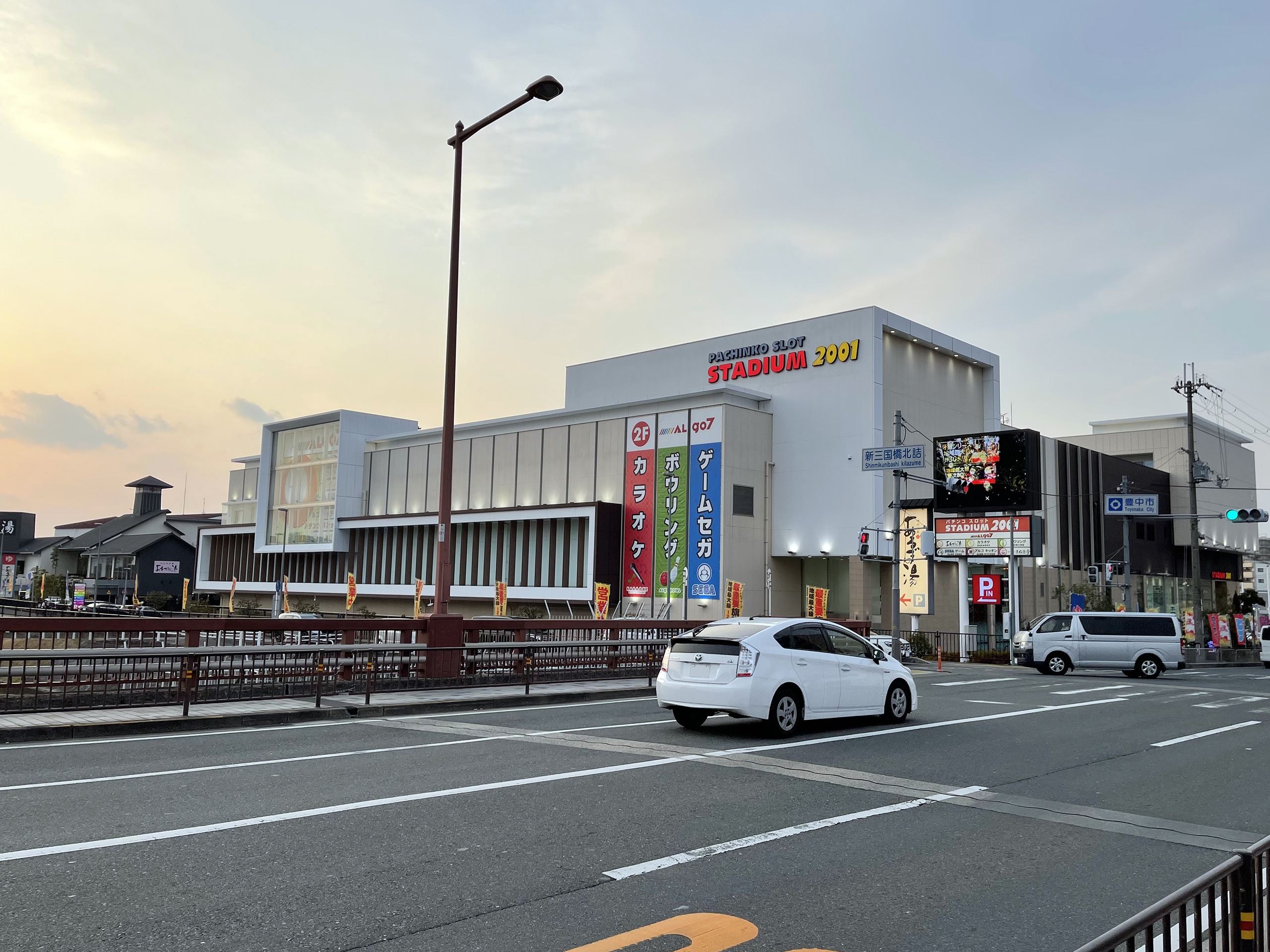
セガ時代の外観
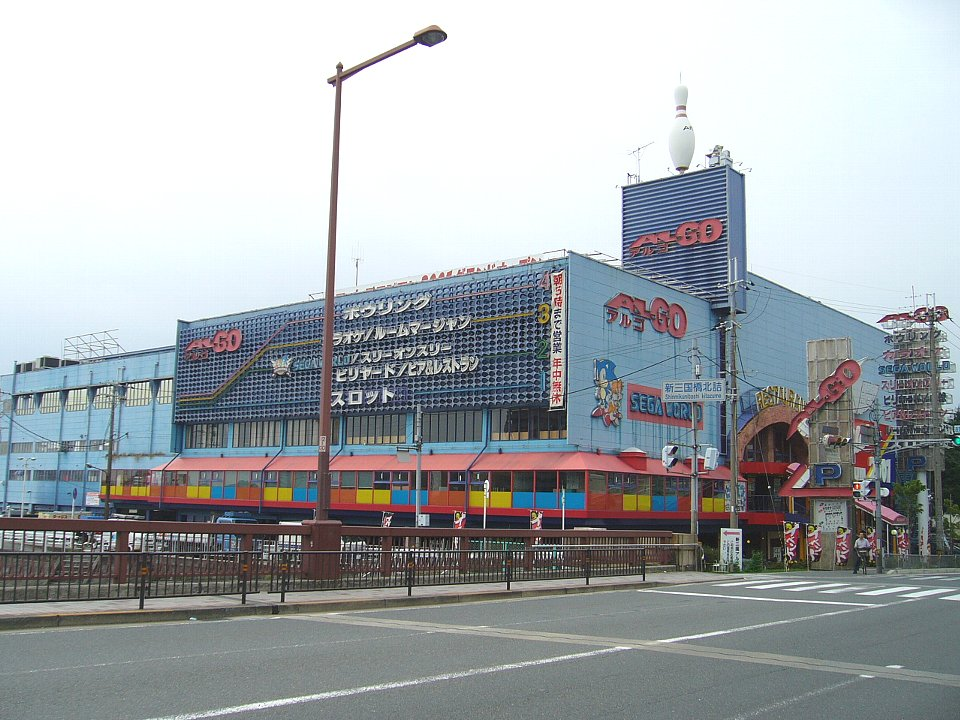
新三国アルゴ時代の外観

## 施設施設
| 店舗概要   |                      |
| 施設開発者 | 八城観光開発株式会社 |
| 面積       |                      |

- パチンコ店『Stadium2001 豊中店』
- さぬき亭
- カラオケ
- ゲームセンター『GiGO新三国アルゴ 7』
- アルゴキッチン
- 神州温泉 あるごの湯

## アクセス
- 阪急宝塚線三国駅より徒歩10分
- 阪急神戸線神崎川駅より徒歩20分